# Live 8
A Live 8 koncert egy szegénységellenes koncertsorozat, ami 2005. július 2-ától 6-ig tartott, és amit a G8-ak országai és Dél-Afrika rendezett. Az esemény főszervezője Bob Geldof volt.

## Helyszínek
- London, Hyde Park
- Párizs, Versailles-i kastély

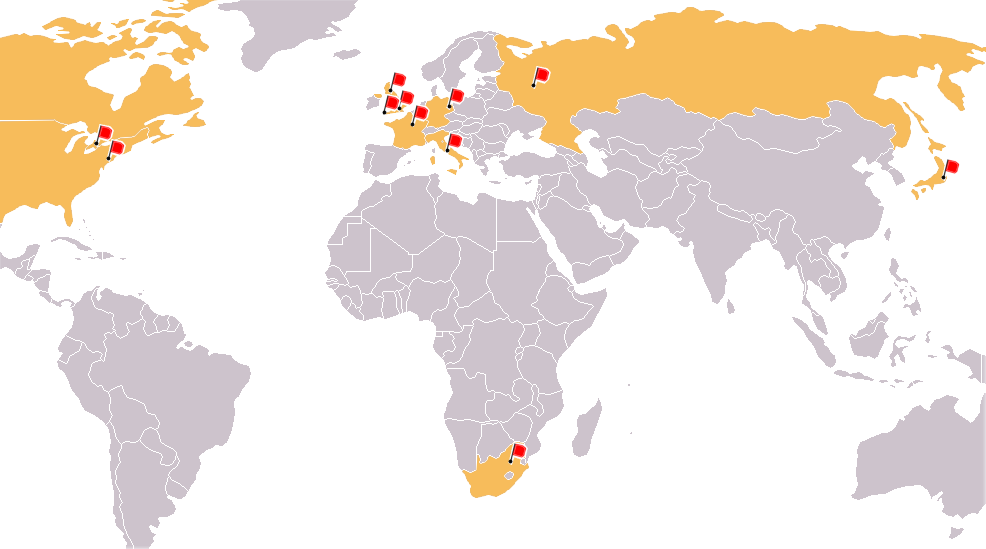
Helyszínek

- Róma, Circus Maximus, Live 8 római koncert
- Berlin, Siegessäule
- Philadelphia, Museum of Arts
- Barrie, Park Place
- Tokió, Makuhari Messe Convention Center
- Johannesburg, Mary Fitzgerald tér
- Moszkva, Vörös tér
- Cornwall, Eden Project
- Edinburgh, Murrayfield Stadion

## Galéria

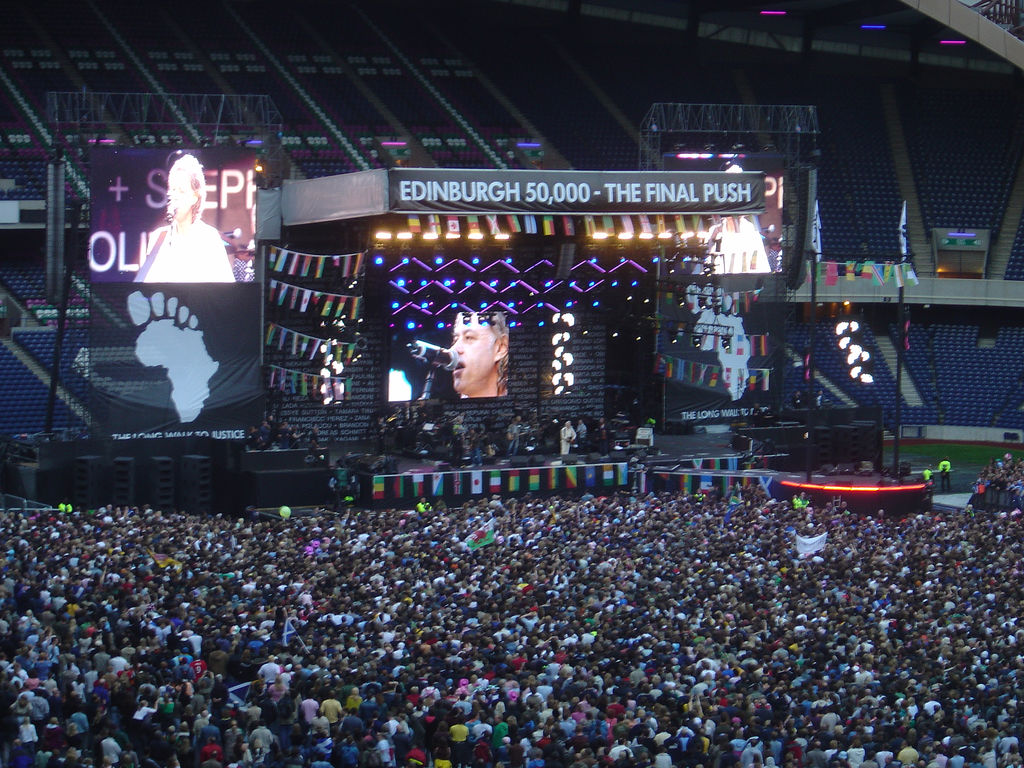
Edinburgh, a színpadon az esemény főszervezője, Bob Geldof
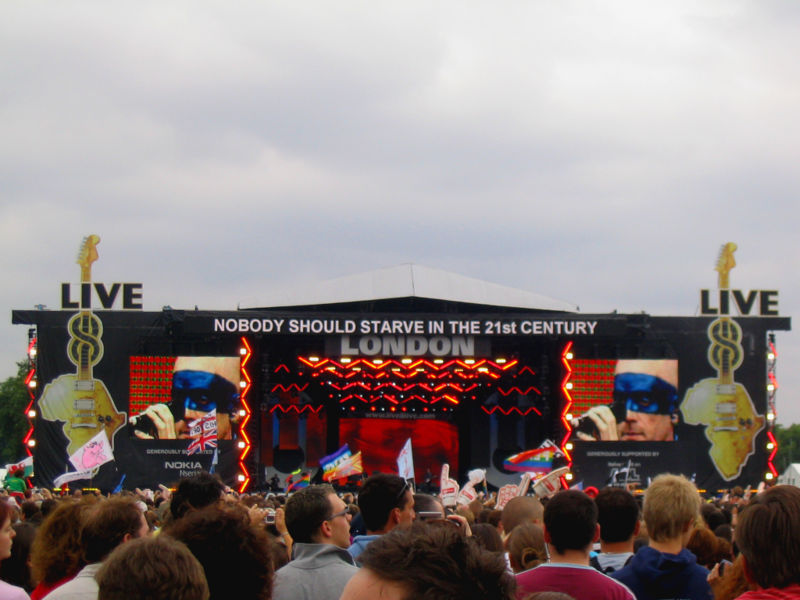
London
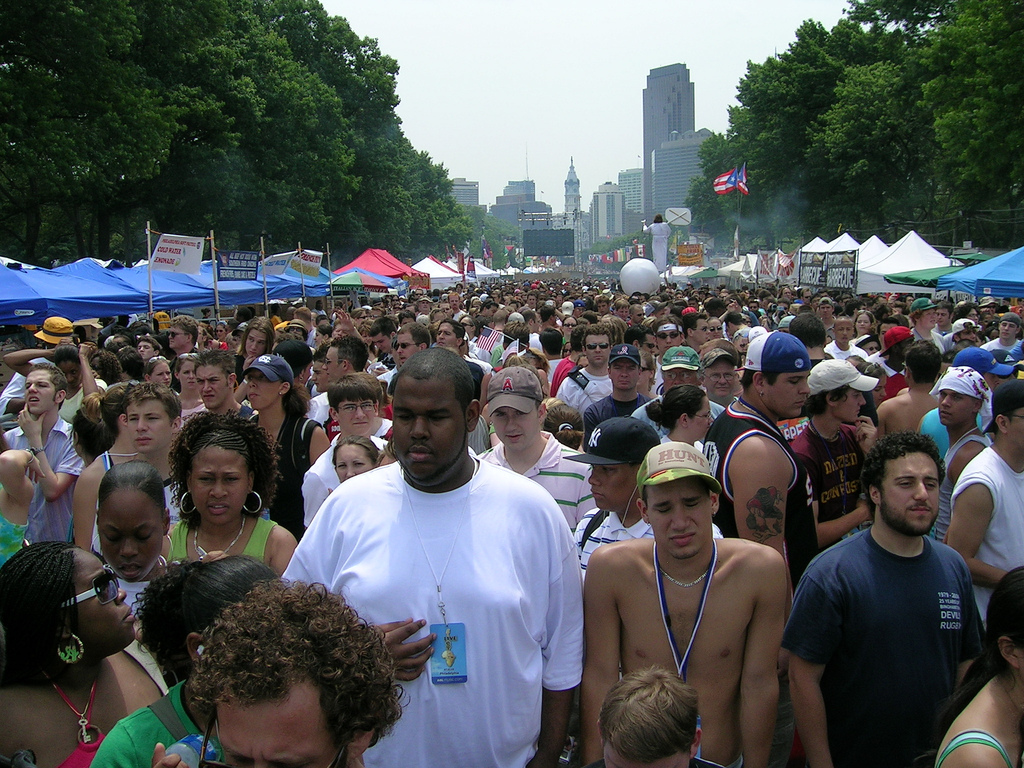
Philadelphia
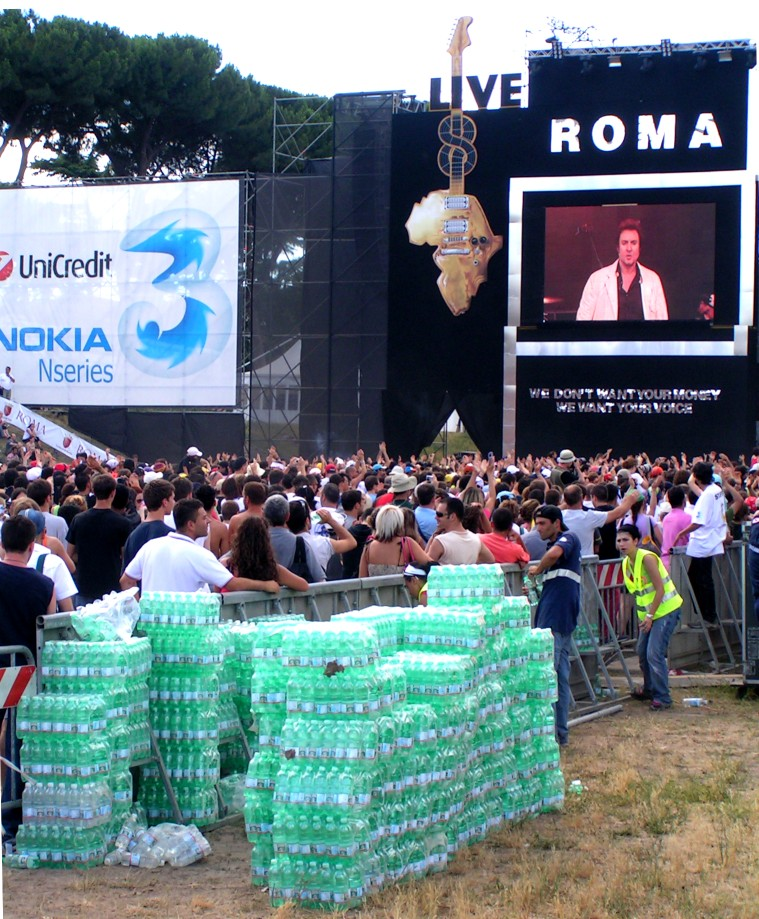
Róma

- A Wikimédia Commons tartalmaz Live 8 témájú kategóriát.